# Cerkiew Opieki Matki Bożej w Kijowie (Padół)
Cerkiew Opieki Matki Bożej – zabytkowa prawosławna cerkiew w Kijowie, na Padole, należąca obecnie (od 2018 r.) do Prawosławnej Cerkwi Ukrainy, a wcześniej do Ukraińskiego Autokefalicznego Kościoła Prawosławnego.

## Historia

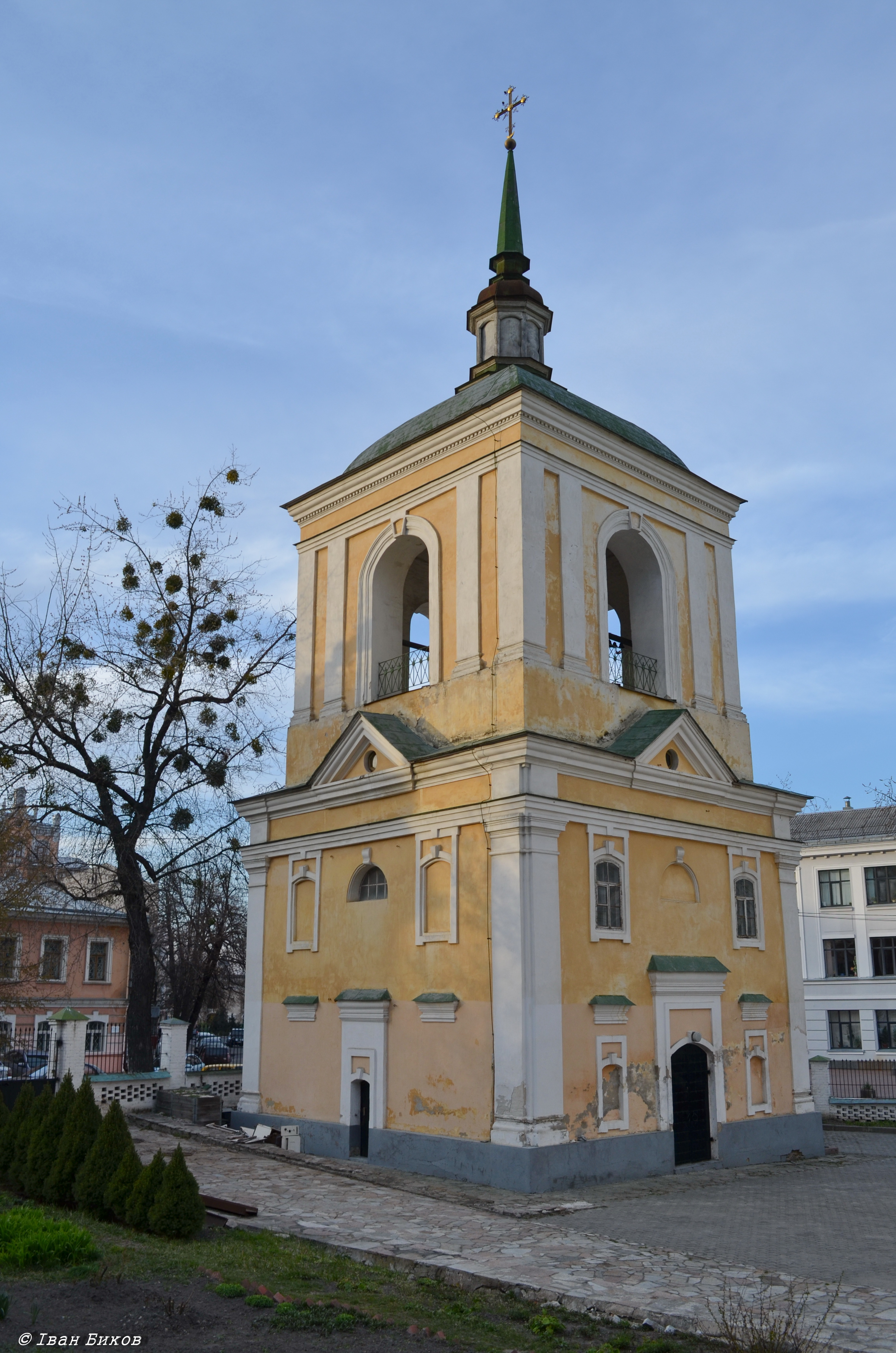
Dzwonnica

Według części badaczy na miejscu świątyni znajdował się pierwotnie klasztor bernardyński (uwzględnił go w swoim opisie Kijowa Guillaume de Beauplan) oraz ormiańska cerkiew Narodzenia Matki Bożej, wybudowana w okresie panowania Kazimierza IV Jagiellończyka. Świątynia ormiańska spłonęła w pożarze Kijowa w 1651. Trzydzieści lat później kupiec pochodzenia greckiego, Mikołaj Ternawiota, wzniósł na jej miejscu świątynię prawosławną, również drewnianą, pod wezwaniem Opieki Matki Bożej. W II połowie XVIII w. przy cerkwi powstała dzwonnica.
W latach 1766–1772 (inne źródła podają daty 1766 lub 1772, z przewagą tej drugiej) na miejscu starszej budowli sakralnej nową cerkiew wzniósł Iwan Hryhorowicz-Barski, w stylu baroku ukraińskiego (kozackiego). Według niektórych historyków sztuki jest to jego najbardziej udane dzieło, część autorów doszukuje się w projekcie naśladownictwa dzieł Bartolomeo Rastrellego. Obiekt ucierpiał w pożarze w 1811, po czym został odnowiony według projektu Andreja Mełenskiego. W 1824 budowlę powiększono o drugi ołtarz św. Jana Rycerza. We wnętrzu obiektu przetrwały XIX-wieczne malowidła ścienne. W XIX w. przy cerkwi istniał dom dla ubogich ufundowany przez kupca Michaiła Diegtiariowa.
W 1927 cerkiew przeszła na własność niekanonicznego Ukraińskiego Autokefalicznego Kościoła Prawosławnego. Pozostawała czynna do 1933, gdy władze radzieckie odebrały ją parafii i umieściły w niej jeden z oddziałów kijowskiego archiwum obwodowego. Wierni odzyskali budynek w 1941, podczas niemieckiej okupacji Kijowa. W utworzonej wówczas parafii Egzarchatu Ukraińskiego służył ks. Aleksiej Głagolew, który ukrywał na terenie obiektu kilkoro Żydów, za co pośmiertnie otrzymał tytuł Sprawiedliwego wśród Narodów Świata.
W 1946 umożliwiono prawosławnym korzystanie z ołtarza św. Jana Rycerza, a w ciągu kolejnych dwóch lat budynek został odremontowany, a następnie w całości przekazany na potrzeby religijne. W latach 50. XX wieku przeprowadzono kapitalny remont całej świątyni, w czasie którego wprowadzono znaczące zmiany w konstrukcji dachu i kopuł. W latach 60. XX wieku cerkiew ponownie odebrano wiernym, by przekazać ją w 1969 państwowemu ukraińskiemu towarzystwu ochrony zabytków i zaadaptować na magazyny, a także na cele produkcyjne. W 1970 i w kolejnej dekadzie obiekt odremontowano ponownie, tym razem opierając się na źródłach opisujących jej pierwotny wygląd. Przez krótki czas w budynku swoją siedzibę miało stowarzyszenie „Kobza” zajmujące się propagowaniem ukraińskiej muzyki ludowej. Obiekt ponownie zaczął pełnić funkcje sakralne w 1991, gdy rada miasta Kijowa przekazała go parafii odnowionego Ukraińskiego Autokefalicznego Kościoła Prawosławnego. Przez rok de facto był to sobór patriarchalny tegoż Kościoła. W 1999 do świątyni wstawiono nowy ikonostas wykonany przez rzeźbiarzy M. Swerkniuktę i W. Parambula oraz ikonografów F. Humeniuka i A. Honczara. W XXI w. wykonano nowe freski przed bocznym ołtarzem cerkwi. Świątynia jest katedrą biskupa wyszhorodzkiego i podolskiego (wikariusza eparchii kijowskiej) Kościoła Prawosławnego Ukrainy Włodzimierza, który kieruje miejscową parafią od 1991.
W sąsiedztwie budynku w XVIII–XX stuleciach znajdował się cmentarz. Wszystkich pochowanych upamiętnia ustawiony w 1995 żelazny krzyż i rzeźba Ukrzyżowania z 2000.